# Ophiomyia mohelensis
Ophiomyia mohelensis är en tvåvingeart som beskrevs av Cerny 1994. Ophiomyia mohelensis ingår i släktet Ophiomyia och familjen minerarflugor.
Artens utbredningsområde är Tjeckien. Inga underarter finns listade i Catalogue of Life.